# Die Wiskottens
Die Wiskottens è un film muto tedesco del 1926 diretto da Artur Berger, tratto dal romanzo omonimo di Rudolf Herzog pubblicato nel 1905.

## Trama
La famiglia Wiskotten è una dinastia industriale tedesca percorsa da conflitti generazionali tra il padre e i suoi sei figli. Ognuno di essi incarna un ideale o uno stile di vita diverso: Gustav, detto "il Capo", è il figlio maggiore e rappresenta l'autorità familiare; Wilhelm, "l'Inglese", è influenzato dalla cultura britannica; August, "il Pio", è devoto e conservatore; Fritz, "l'Ufficiale", incarna la disciplina militare; Paul, "il Poeta", è un animo sensibile e artistico; Ewald, "il Pittore", è l'artista idealista della famiglia. Il film esplora il conflitto tra tradizione e modernità, tra responsabilità familiari e aspirazioni individuali.

## Produzione
Il film fu prodotto dalla casa cinematografica Eiko-Film AG di Berlino, con la sceneggiatura di Marie-Louise Droop e la produzione di Franz Vogel. Le riprese si svolsero nei mesi di febbraio e marzo 1926 presso gli studi cinematografici di Berlin-Staaken. La direzione della fotografia fu affidata a Leopold Kutzleb, mentre le scenografie furono realizzate da Max Knaake e Fritz Maurischat. Il film è suddiviso in otto atti per una durata complessiva di circa 111 minuti

## Distribuzione
Die Wiskottens debuttò nelle sale tedesche il 9 aprile 1926. All’epoca della sua uscita fu ben accolto dalla critica, che ne lodò la capacità di rappresentare in maniera coerente e intensa una storia familiare articolata, oltre alle interpretazioni degli attori principali.

## Conservazione
Al momento non sono note edizioni moderne in DVD o in formato digitale del film. La pellicola può essere disponibile per la consultazione presso archivi cinematografici tedeschi o collezionisti privati.